# Aumento de peso

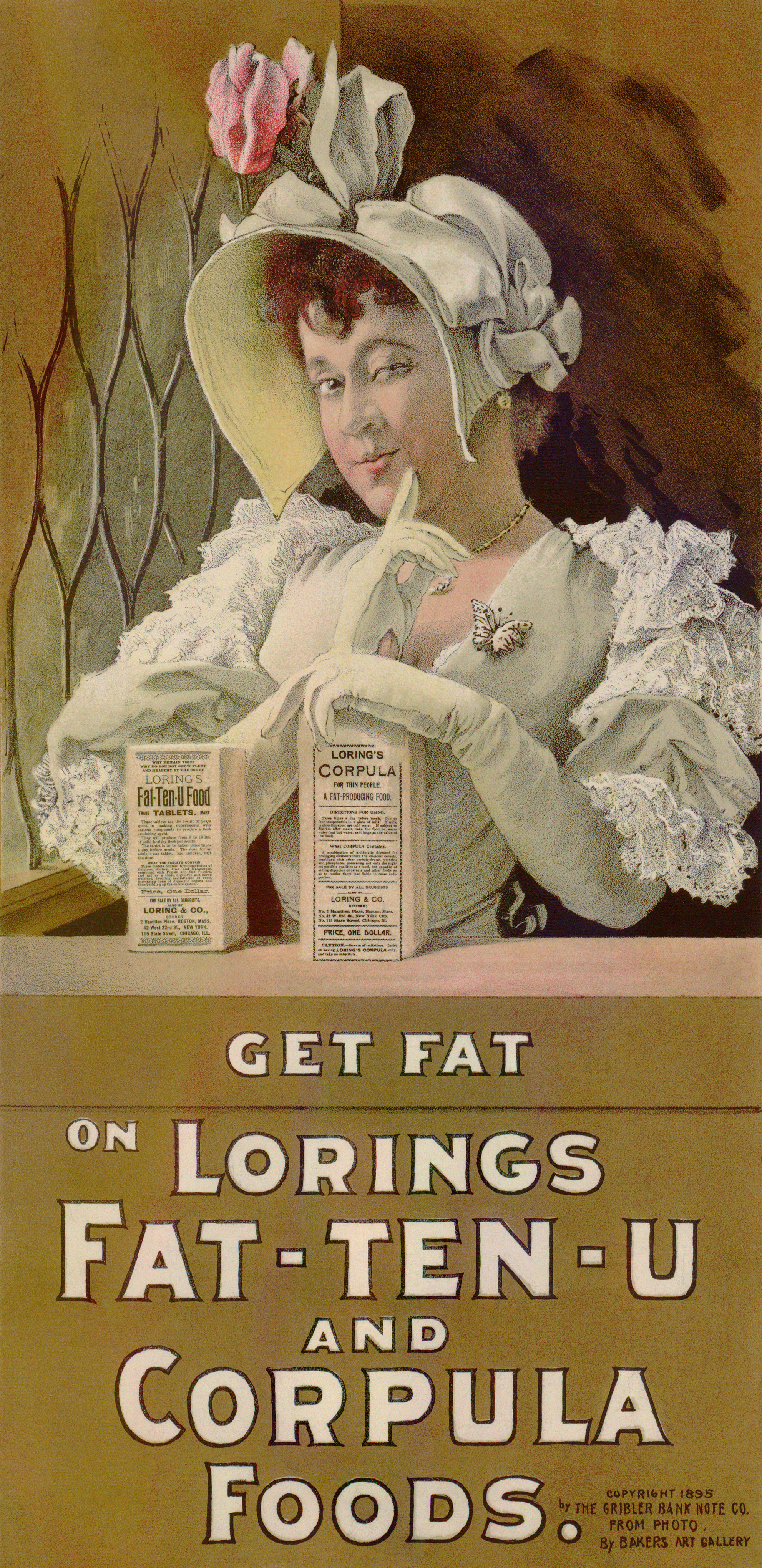
Un anuncio de 1895 de un producto para aumentar de peso

El aumento de peso es un aumento en el peso corporal. Esto puede implicar un aumento de masa muscular, depósitos de grasa, exceso de líquidos como el agua u otros factores. El aumento de peso puede ser un síntoma de una afección médica grave.

## Descripción
El aumento de peso ocurre cuando se gana más energía (como calorías del consumo de alimentos y bebidas) que la energía gastada por las actividades de la vida, incluidos los procesos fisiológicos normales y el ejercicio físico.
Si se gana suficiente peso debido al aumento de los depósitos de grasa corporal, se puede tener sobrepeso u obesidad, generalmente definido como tener más grasa corporal (tejido adiposo) de lo que se considera saludable. El índice de masa corporal (IMC) mide el peso corporal en proporción a la altura y define el peso óptimo, insuficiente y excesivo en función de la proporción.
Tener exceso de tejido adiposo (grasa) es una condición común, especialmente donde los suministros de alimentos son abundantes y los estilos de vida son sedentarios. El sobrepeso y la obesidad pueden aumentar el riesgo de varias enfermedades, como diabetes mellitus, enfermedades cardiovasculares y algunos tipos de cáncer, y pueden provocar problemas de salud a corto y largo plazo durante el embarazo. Las tasas de obesidad mundial se triplicaron desde 1975 hasta 2016, afectando a más de 1800 millones de personas y al 39 % de la población adulta mundial.

### Regla de Wishnofsky
La Regla de Wishnofsky, publicada en 1958 por Max Wishnofsky (17 de diciembre de 1899-2 de agosto de 1965), establece que una libra de tejido adiposo humano contiene alrededor de 3500 kilocalorías. Por lo tanto, comer 500 kilocalorías menos al día debería resultar en una pérdida de alrededor de una libra por semana. Del mismo modo, por cada 3500 kilocalorías consumidas por encima de la cantidad que uno necesita, se ganará una libra.
Wishnofsky señaló que una libra de tejido adiposo humano tiene un 87 % de grasa, lo que equivale a 395 gramos de grasa. Supuso además que la grasa animal contiene 9,5 calorías por gramo. Por lo tanto, una libra de tejido graso humano debe contener 3750 calorías. Aplicó una serie de suposiciones adicionales, que incluyen que la dieta contiene suficiente proteína y que la persona está en equilibrio de glucógeno y nitrógeno (proteína), lo que lleva a la mayor parte de la pérdida de peso derivada del catabolismo de la grasa. Llegó a la conclusión de que un exceso o déficit de 3500 calorías para una persona que cumpliera con sus suposiciones conduciría a la ganancia o pérdida, respectivamente, de una libra de peso corporal. Wishnofsky no tuvo en cuenta numerosos aspectos de la fisiología y bioquímica humanas que eran desconocidos en ese momento. La afirmación ha alcanzado el estatus de regla empírica.

## Causas
Con respecto a los aumentos de tejido adiposo, una persona generalmente aumenta de peso al aumentar la ingestión de alimentos, volverse físicamente inactivo o ambos. Cuando la ingesta de energía excede el gasto de energía (cuando el cuerpo tiene un balance energético positivo), el cuerpo puede almacenar el exceso de energía en forma de grasa. Sin embargo, la fisiología del aumento y la pérdida de peso es compleja e involucra numerosas hormonas, sistemas corporales y factores ambientales. Además del equilibrio energético, otros factores que pueden contribuir al aumento de peso incluyen:

### Factores sociales
Un estudio, que involucró a más de 12 000 personas seguidas durante 32 años, encontró que las redes sociales juegan un papel sorprendentemente poderoso en la determinación de las posibilidades de un individuo de aumentar de peso, transmitiendo un mayor riesgo de volverse obeso de esposas a esposos, de hermanos a hermanos y de amigos a amigos.
La microbiota humana facilita la fermentación de carbohidratos no digeribles a ácidos grasos de cadena corta, lo que contribuye al aumento de peso. Un cambio en la proporción de Bacteroidota y Bacillota puede determinar el riesgo de obesidad del huésped.

### Sueño y estrés
Se ha sugerido que la falta de sueño suficiente es una causa del aumento de peso o la dificultad para mantener un peso saludable. Dos hormonas encargadas de regular el hambre y el metabolismo son la leptina, que inhibe el apetito y aumenta el gasto energético, y la grelina, que aumenta el apetito y reduce el gasto energético. La privación crónica del sueño se asocia con niveles reducidos de leptina y niveles elevados de grelina, que en conjunto dan como resultado un aumento del apetito, especialmente por alimentos ricos en grasas y carbohidratos.

### Desequilibrios hormonales y de neurotransmisores
El aumento de peso es un efecto secundario común de ciertos medicamentos psiquiátricos.

### Patologías
Las causas patológicas del aumento de peso incluyen el síndrome de Cushing, el hipotiroidismo, el insulinoma y el craneofaringioma. Las razones genéticas pueden relacionarse con el síndrome de Prader-Willi, el síndrome de Bardet-Biedl, el síndrome de Alström, el síndrome de Cohen y el síndrome de Carpenter.

## Efectos
Si se aumenta demasiado de peso, pueden producirse efectos secundarios graves para la salud, las que se clasifican dependiendo de si son el resultado de un aumento de la masa grasa (osteoartritis, apnea obstructiva del sueño) o un aumento del número de células grasas (diabetes mellitus, algunas formas de cáncer, enfermedades cardiovasculares, enfermedad del hígado graso no alcohólico). Hay alteraciones en la respuesta del organismo a la insulina (resistencia a la insulina), un estado proinflamatorio y una mayor tendencia a la trombosis (estado protrombótico).